# Evangelisches Gesangbuch

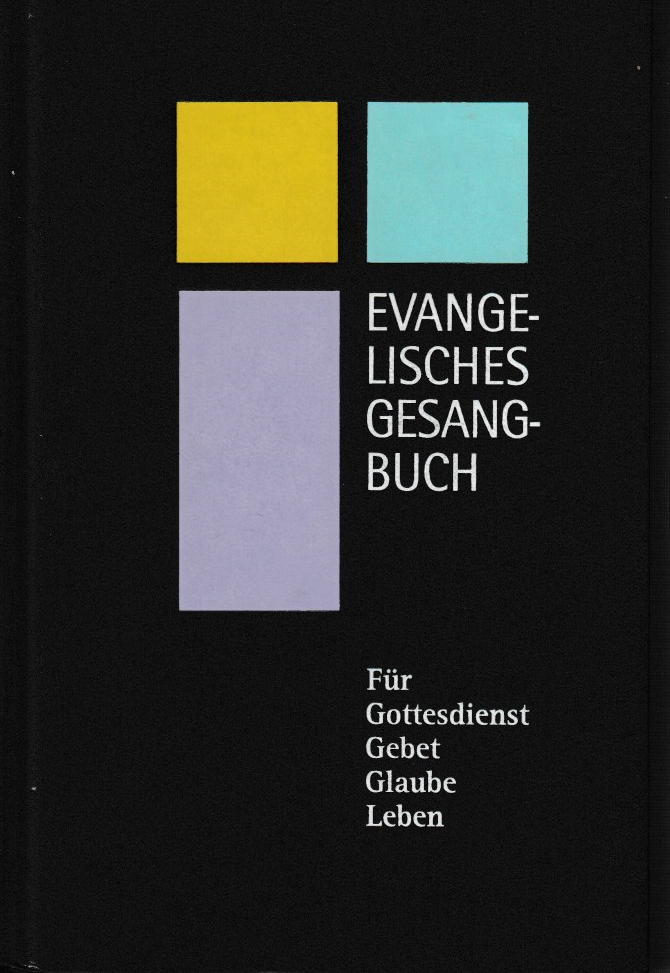
Evangelisches Gesangbuch (Ausgabe für die Evangelisch-Lutherische Kirche in Bayern und die ehemalige Landeskirche in Thüringen, 2009)

Das Evangelische Gesangbuch (EG) ist das aktuelle Gesangbuch der deutschsprachigen Evangelischen Gemeinden in Deutschland, Elsass-Lothringen, Österreich und Luxemburg, welches je nach Landeskirche zwischen 1993 und 1996 eingeführt wurde. Deutschsprachige Gemeinden in der Schweiz haben eigene Gesangbücher. Das EG erscheint in 14 verschiedenen landeskirchlichen Regionalausgaben. Diese bestehen aus der Stammausgabe mit 535 gemeinsamen Liedern und Gesängen sowie zusätzlichen Anhängen mit je unterschiedlichen Regionalteilen. Das EG ist Nachfolger des Evangelischen Kirchengesangbuches (EKG).
Eine grundlegend überarbeitete Neuausgabe des Gesangbuchs wurde 2017 beschlossen. Seit 2020 arbeitet eine Kommission aus allen Landeskirchen, Fachverbänden und der Kirche in Österreich am neuen Evangelischen Gesangbuch mit dem Ziel, dass die Gemeinden das neue Gesangbuch mit etwa 500 Titeln 2028 erhalten können.

## Inhalt
Der gemeinsame Stammteil des Evangelischen Gesangbuchs enthält unter 535 Nummern 567 vornehmlich für den gottesdienstlichen Gebrauch bestimmte Lieder und Gesänge; damit ist es um 173 Gesänge umfangreicher als sein Vorgänger, der Stammteil des EKG. Insgesamt umfassen die Lieder des Gesangbuchs etwa 2860 Strophen; je nach der Art der Zählung gibt es dabei Schwankungen. Vom strophenreichsten Lied „Ich singe dir mit Herz und Mund“ (Nr. 324) von Paul Gerhardt sind 18 Strophen abgedruckt.
Im Unterschied zum EKG wurden eine ganze Reihe neuerer Lieder und liturgischer Gesänge (beispielsweise aus Taizé) aufgenommen. Das Gesangbuch enthält eine Vielzahl mit einem „ö“ gekennzeichnete Lieder, die mit der von der Arbeitsgemeinschaft für ökumenisches Liedgut erarbeiteten Fassung übereinstimmen und so häufig auch im katholischen Gotteslob enthalten sind. Etliche Lieder wurden im Vergleich zum EKG in Tonhöhe, Melodie und Rhythmus verändert. Außerdem enthält das EG im Unterschied zum EKG zu einigen Liedern mehrstimmige Sätze und Kanons.
Manche Landeskirchen haben für einige Lieder eine drei- oder vierstimmige Chorpartitur dazugegeben (etwa EG 69 nach Michael Praetorius, EG 140 nach Claude Goudimel), was die alte Kantoreipraxis im Gottesdienst unterstützen hilft. Für viele Lieder werden Gitarrenakkorde oder Akkordsymbole angegeben.
Bei rund 20 Liedern im Stammteil wurden fremdsprachige Texte (englisch, Zulu, schwedisch etc.) berücksichtigt, die in internationalen Gottesdiensten genutzt werden können. Weitere fremdsprachige Lieder sind in verschiedenen Regionalteilen enthalten, dort dann auch Lieder in regionalen Dialekten, z. B. Plattdeutsch im Hannoverschen EG.
Die Textteile des EG, die zu den Regionalteilen zu rechnen sind, sind meist erheblich umfangreicher als die des EKG und enthalten beispielsweise Psalmen, Gebete für verschiedene Anlässe, Ordnungen für Gottesdienste oder Andachten, Bekenntnistexte der Kirchen wie zum Beispiel altkirchliche oder neuere Glaubensbekenntnisse, Luthers Kleinen Katechismus, die Confessio Augustana, den Heidelberger Katechismus und die Barmer Theologische Erklärung. Einige Regionalteile enthalten liedkundliche Anhänge mit Informationen über Epochen des Kirchenliedschaffens, Dichter und Komponisten; zu anderen Regionalteilen (wie dem für Bayern und Thüringen) erschienen diese Anhänge in einem separaten Beiband.

## Regionalteile des EG

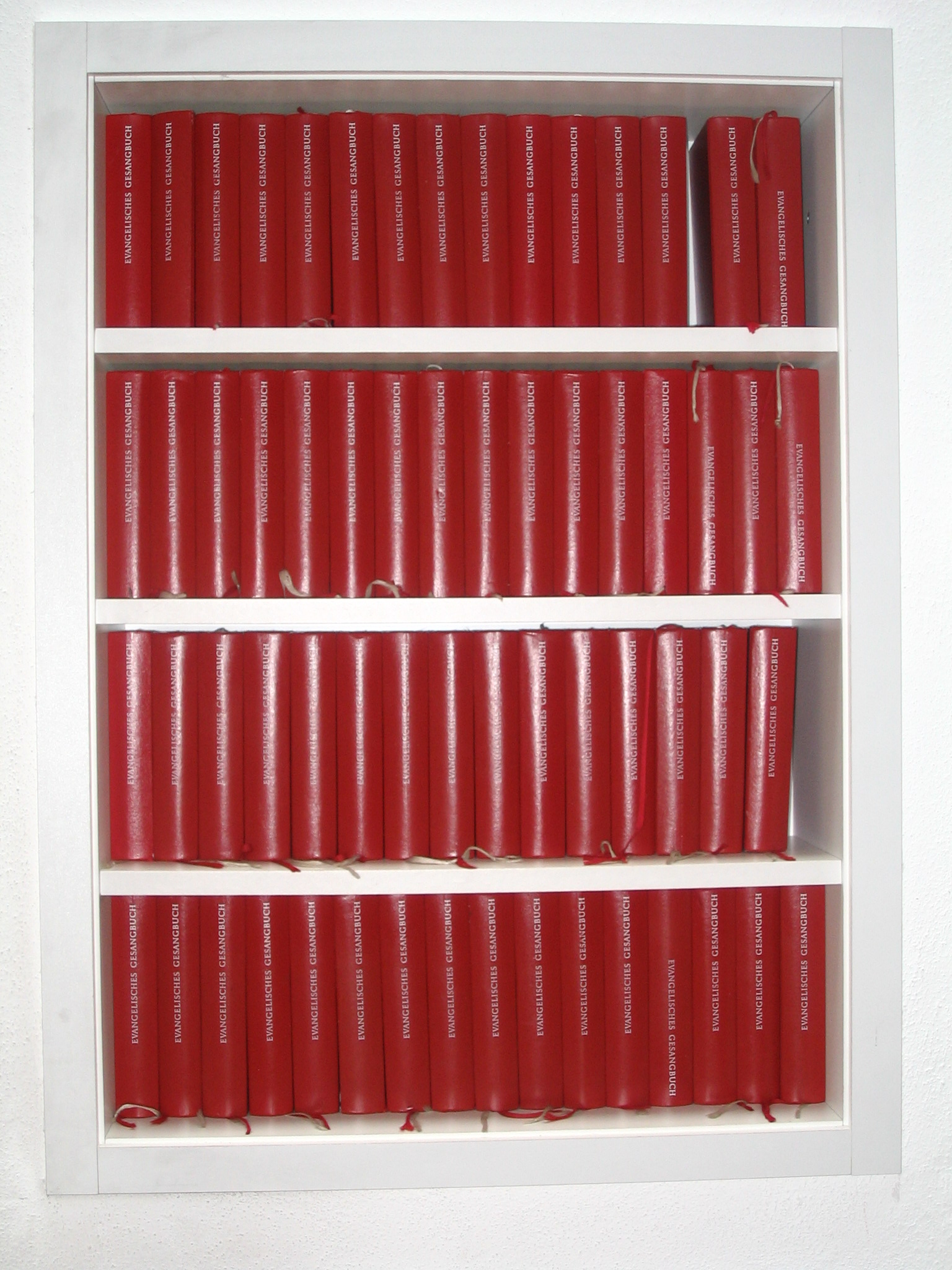
Evangelisches Gesangbuch (EG), Gemeindeausgabe für Hessen und Nassau

Gegenwärtig sind folgende Regionalteile in Gebrauch:
- Baden / Elsass-Lothringen (Evangelische Landeskirche in Baden, Protestantische Kirche Augsburgischen Bekenntnisses von Elsass und Lothringen, Reformierte Kirche von Elsass und Lothringen); Erarbeitung des regionalen Teils zusammen mit der pfälzischen Kirche. 2005 erschien im Strube-Verlag zusammen mit der pfälzischen und der württembergischen Landeskirche das Ergänzungsheft „Wo wir dich loben, wachsen neue Lieder“ mit 94 Lieder, die vielfach dem Neuen Geistlichen Lied zuzuordnen sind. 2018 wurde dieser Band um weitere Lieder ergänzt und umfasst nun 224 Titel.
- Bayern / Thüringen (Evangelisch-Lutherische Kirche in Bayern, ehemalige Evangelisch-Lutherische Kirche in Thüringen). Im Advent 2010 erschien unter dem Titel Kommt, atmet auf. Liederbuch für die Gemeinde ein Ergänzungsband.[3]
- Hessen (Evangelische Kirche in Hessen und Nassau und Evangelische Kirche von Kurhessen-Waldeck). Im September 2017 erschien mit EG Plus ein Ergänzungsband mit 164 Liedern und einem Anhang mit zwei modernen Liturgien.[4]
- Mecklenburg (ehemalige Evangelisch-Lutherische Landeskirche Mecklenburgs, seit 2001 gibt es eine gemeinsame Ausgabe mit der ehemaligen Pommerschen Evangelischen Kirche)
- Nordelbien (ehemalige Nordelbische Evangelisch-Lutherische Kirche)
- Niedersachsen / Bremen (Evangelisch-Lutherische Landeskirche Hannovers, Evangelisch-Lutherische Landeskirche Schaumburg-Lippe, Evangelisch-Lutherische Landeskirche in Braunschweig und die Bremische Evangelische Kirche. Die Evangelisch-Lutherische Kirche in Oldenburg hat eine eigene Ausgabe, die Lieder und Gesänge sind jedoch identisch.)
- Österreich (Evangelische Kirche A. u. H. B. mit der Evangelischen Kirche A.B. [lutherisch] und der Evangelischen Kirche H.B. [reformiert])
- Ost-Verbund (Evangelische Landeskirche Anhalts, Evangelische Kirche Berlin-Brandenburg-schlesische Oberlausitz, ehemalige Evangelische Kirche der Kirchenprovinz Sachsen; ursprünglich auch die Pommersche Evangelische Kirche, diese hat sich 2001 der Mecklenburger Ausgabe angeschlossen). Im Jahr 2012 hat die Evangelische Kirche Berlin-Brandenburg-schlesische Oberlausitz einen Ergänzungsband mit dem Titel Singt Jubilate! veröffentlicht. Für die Auswahl der 196 Lieder wurden unter anderem Kirchengemeinden nach Liedern außerhalb des Gesangbuchs befragt, die in den Gemeinden im regelmäßigen Gebrauch stehen. Außerdem enthält der Ergänzungsband die im Evangelischen Gesangbuch des Ostverbunds fehlenden Wochenpsalmen.
- Pfalz (Evangelische Kirche der Pfalz (Protestantische Landeskirche)); Erarbeitung des regionalen Teils gemeinsam mit Baden-Elsass-Lothringen
- Reformiert (Evangelisch-reformierte Kirche, Evangelisch-altreformierte Kirche in Niedersachsen, Bund Evangelisch-reformierter Kirchen Deutschlands, in Zusammenarbeit mit Rheinland / Westfalen / Lippe)
- Rheinland / Westfalen / Lippe (Evangelische Kirche im Rheinland, Evangelische Kirche von Westfalen, Lippische Landeskirche, Evangelische Kirche im Großherzogtum Luxemburg). Im Jahr 2007 ist ein Erweiterungsband zur rheinischen Ausgabe mit dem Titel WortLaute erschienen, der auch moderne(re) Lieder enthält.
- Sachsen (Evangelisch-Lutherische Landeskirche Sachsens). Im Jahr 2008 ist ein Erweiterungsband zur sächsischen Ausgabe mit dem Titel Singt von Hoffnung erschienen, der modernere Lieder enthält. Die erste Auflage mit 20.000 Exemplaren war bereits nach wenigen Wochen vergriffen.[5]
- Württemberg (Evangelische Landeskirche in Württemberg), herausgegeben 1996. 2005 erschien im Strube-Verlag zusammen mit der pfälzischen und badischen Landeskirche und der Églises Réformée et Luthérienne d’Alsace et de Lorraine das Ergänzungsheft „Wo wir dich loben, wachsen neue Lieder“ mit 94 Lieder, die vielfach dem Neuen Geistlichen Lied zuzuordnen sind. 2018 wurde dieser Band um weitere Lieder und um Psalmgebete ergänzt und umfasst nun 224 Titel.

## Begleitende Ausgaben
Die Partnerverlage der Landeskirchen und Dritte haben zusätzlich zu den jeweiligen Regional-Ausgaben für Gemeindeglieder (zum gottesdienstlichen und Hausgebrauch) Ausgaben „mit Mehrwert“ herausgebracht:
- Sonderausgaben nur für den Bedarf von Kirchengemeinden
- Großausgabe (nur der Lieder des Stammteils 1–535, nur Text) in DIN A4 für Sehbehinderte
- Evangelisches Gesangbuch elektronisch (digitale Ausgabe auf CD-ROM, ab 1999)[6] mit allen Regionalteilen, erfasst mit dem Notensatzprogramm capella und präsentiert mit dem Programm MFchi
- Orgelchoralbücher zu den Regionalausgaben mit jeweils einer kurzen Intonation sowie 3- und 4-stimmigem Begleitsatz zu allen Melodien
- Posaunenchoralbücher zu allen Regionalausgaben, welche Intonationen und Begleitsätze für Bläser- und Posaunenchöre zu den Liedern des EG enthalten
- „Tasten-Spiele“ mit Klavierbegleitsätzen – Stammteil mit Auswahl einiger Lieder der Regionalteile
- mit Akkordsymbolen für Gitarre, Keyboard bzw. Bands oder mit Gitarrentabulatur – teils nur für eine Auswahl der Stammteil-Lieder, teils für komplette Regionalausgaben
- Hefte und Bücher mit 3- bzw. 4-stimmigen Chorsätzen zu jeweils einer Auswahl der enthaltenen Lieder
- Audio-CDs mit den Melodien sämtlicher Lieder zur Begleitung (jeweils in der benötigten Strophenzahl).

Dabei enthalten die zur Begleitung vorgesehenen Bücher i. d. R. nur den Text der ersten Strophe (nicht so bei der Ausgabe für Rheinland-Westfalen-Lippe mit Akkorden).
Darüber hinaus erscheint ein dreibändiges Handbuch zum Gesangbuch. Die ersten beiden Bänden (Stichwortkonkordanz, Komponisten und Liederdichter) liegen vollständig vor. Der dritte Band Liederkunde erscheint in Einzelheften; bislang (Stand 2023) liegen 31 Hefte vor. Ferner erschien ein Werkbuch mit pädagogischen Anregungen in sechs Lieferungen.
Ein Ergänzungsheft mit dem Titel Lieder und Psalmen zum Gottesdienst erschien 2018 und enthält 32 zusätzliche Lieder.
In der in Zusammenarbeit mit der Evangelischen Landeskirche in Württemberg entwickelten Lieder-App Cantico soll bis Ende 2020 das komplette Evangelische Gesangbuch mit allen Regionalteilen zur Verfügung stehen, aus lizenzrechtlichen Gründen allerdings nur als In-App-Käufe.

## Erarbeitung einer Neuausgabe
Der Rat der EKD und die Kirchenkonferenz entschieden 2017, dass das Evangelische Gesangbuch grundlegend überarbeitet werden soll. Den Anlass dafür boten die Lutherbibel von 2017, die Perikopenneuordnung, neu hinzugekommenes Liedgut sowie neue Möglichkeiten der Digitalisierung. Eine Steuerungsgruppe nahm 2019 ihre Arbeit auf, eine Gesangbuchkommission wurde im Frühjahr 2020 berufen. Der Gesangbuchkommission gehören 72 Mitglieder aus den Landeskirchen der EKD an. Sie sammelte rund 10.000 Lieder, die in die engere Wahl kamen; von diesen sollen für den Stammteil des Gesangbuchs etwas mehr als 500 ausgewählt werden. Einige Landeskirchen entwickeln zusätzlich insgesamt vier Regionalteile mit jeweils 100 bis 150 weiteren Liedern. Eine Arbeitsversion des Buches soll von Herbst 2025 bis Ostern 2026 in einzelnen Kirchengemeinden erprobt werden. 
Zusätzlich zur Buchausgabe ist eine ergänzende Internet-Datenbank mit bis zu 2000 Liedern geplant, die ebenfalls von der Gesangbuchkommission zusammengestellt wird. Gemeinden werden die Möglichkeit haben, daraus Liedblätter für den Gottesdienst zu drucken oder die gewünschten Strophen an eine Leinwand in der Kirche zu projizieren. Es wird  Apps geben, mit denen man sich Lieder vorspielen und in eine andere Tonart transponieren lassen kann oder Vorschläge für den Einsatz im Religionsunterricht gegeben und vierstimmige Sätze für Chöre angezeigt werden.